# Palmer (Washington)
Palmer (korábban Green River) az Amerikai Egyesült Államok északnyugati részén, Washington állam King megyéjében elhelyezkedő önkormányzat nélküli település.
A településen 1886 körül a Northern Pacific Railway telegráfállomása működött. A helység 1888-ban felvette George L. Palmer, a vasúttársaság dolgozójának nevét.

## Éghajlat
| Hónap                                   | Jan.  | Feb.  | Már.  | Ápr. | Máj. | Jún. | Júl. | Aug. | Szep. | Okt. | Nov.  | Dec.  | Év    |
| --------------------------------------- | ----- | ----- | ----- | ---- | ---- | ---- | ---- | ---- | ----- | ---- | ----- | ----- | ----- |
| Rekord max. hőmérséklet (°C)            | 19,0  | 21,0  | 26,0  | 31,0 | 38,0 | 39,0 | 38,0 | 38,0 | 36,0  | 32,0 | 23,0  | 18,0  | 39,0  |
| Átlagos max. hőmérséklet (°C)           | 5,7   | 8,1   | 10,3  | 13,7 | 17,4 | 20,1 | 23,7 | 23,5 | 20,6  | 15,1 | 9,3   | 6,0   | 14,5  |
| Átlagos min. hőmérséklet (°C)           | −0,2  | 0,6   | 1,4   | 3,2  | 5,9  | 8,6  | 10,5 | 10,7 | 8,8   | 5,7  | 2,6   | 0,5   | 4,9   |
| Rekord min. hőmérséklet (°C)            | −18,0 | −19,0 | −11,0 | −6,0 | −3,0 | 0,0  | 1,0  | 3,0  | 0,0   | −6,0 | −14,0 | −18,0 | −19,0 |
| Átl. csapadékmennyiség (mm)             | 290   | 222   | 239   | 193  | 150  | 134  | 59   | 72   | 119   | 201  | 303   | 300   | 2282  |
| Forrás: Western Regional Climate Center |       |       |       |      |      |      |      |      |       |      |       |       |       |

## Fordítás
- Ez a szócikk részben vagy egészben  a   Palmer, Washington című angol Wikipédia-szócikk ezen változatának fordításán alapul.  Az eredeti cikk szerkesztőit annak laptörténete sorolja fel. Ez a jelzés csupán a megfogalmazás eredetét és a szerzői jogokat jelzi, nem szolgál a cikkben szereplő információk forrásmegjelöléseként.